# Feketecsőrű esőkakukk
A feketecsőrű esőkakukk (Coccyzus erythropthalmus) a madarak (Aves) osztályának a kakukkalakúak (Cuculiformes) rendjébe, ezen belül a kakukkfélék (Cuculidae) családjába tartozó faj.

## Előfordulása
Kanada déli és az Amerikai Egyesült Államok keleti részén költ. Dél-Amerika északi részén telel át. Kóborló példányai eljutnak Európa nyugati részére is. Elég gyakori madár az elterjedési területén.

## Megjelenése
Testhossza 28-33 centiméter, szárnyfesztávolsága 38-42 centiméter és testtömege 40-50 gramm. A háta, szárnya és farka szürkésbarna színű, enyhén zöldes csillogással. Hasa, pofája és torka fehér, a fiataloké krémfehér. Hosszú farka, szürkésbarna színű, vége lekerekített és vékony fehér keresztcsíkozás díszíti. Szürke lába van, mint minden kakukkfajnak. Két ujja előre, kettő hátrafelé áll. A feje felső része barna és piros szemgyűrűi vannak.

## Életmódja
Félénk és magányos, de a költési időszakban párosan él. Költöző madár. Tápláléka gyümölcsökből és gerinctelenekből áll.

## Szaporodása

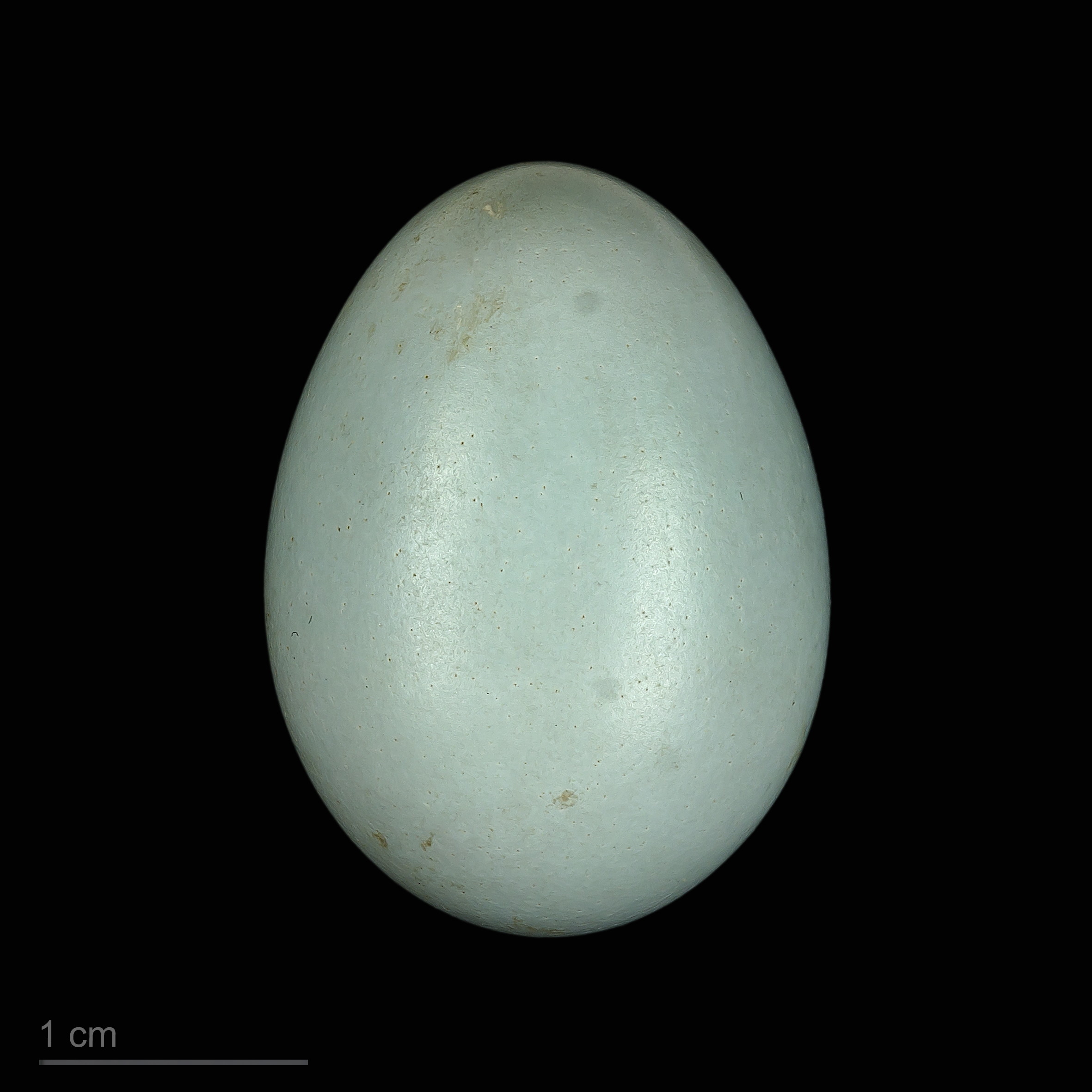
Coccyzus erythropthalmus

A feketecsőrű esőkakukk valószínűleg egyéves korában válik ivaréretté. A költési időszak májustól júliusig tart. Egy fészekaljban 2-7 kékeszöld tojás van, ezeken mindkét szülő 11-16 napig kotlik. A fiatal madarak 16-24 nap múlva repülnek ki.